# Minnesota Daily
Die Minnesota Daily ist die Studentenzeitung der University of Minnesota. Sie wurde im Jahr 1900 gegründet und ist die auflagenstärkste US-amerikanische Studentenzeitung. Sie beschäftigt rund 150 Studierende und versteht sich Stätte, an der praktische Erfahrungen in den Bereichen Journalismus, Multimedia, Fotografie, Ressourcenorientierung und Öffentlichkeitsarbeit gesammelt werden können.

## Geschichte
Die Minnesota Daily hatte ihren Ursprung in einer am 1. Dezember 1877 gegründeten Literaturzeitschrift namens Ariel, welche monatlich herausgegeben wurde. 1899 nahm die täglich erscheinende lokale Zeitschrift Minnesota Football ihre Arbeit auf; als Reaktion darauf entschlossen sich die Herausgeber von Ariel dazu, ihre Zeitschrift ebenfalls täglich zu veröffentlichen und riefen im Jahr 1900 The Minnesota Daily ins Leben.
Zu den bekannten Persönlichkeiten, die an der Minnesota Daily mitgewirkt haben, zählen etwa die Pulitzer-Preisträger Steve Sack und Chris Ison, Journalist Harry Reasoner, Bürgerrechtler Roy Wilkins, Schauspieler Henry Fonda und Schriftsteller Garrison Keillor.
Im Jahr 2001 wurde die Sparte Arts & Entertainment von projektleitenden Studenten der Minnesota Daily ohne Ankündigung eingestellt. Die Einstellung sorgte für viel Kritik unter den Studierenden und ehemaligen Mitarbeitern der Zeitung, sodass sie nach kurzer wieder aufgenommen wurde.

## Auszeichnungen
- 2005: Society of Professional Journalists: Best All-Around Daily Student Newspaper[8]
- 2009: Society of Professional Journalists: Best All-Around Daily Student Newspaper[9]
- 2009: Associated College Press: Pacemaker Awards[10]
- 2010: Society of Professional Journalists: Best All-Around Daily Student Newspaper[11]
- 2011: Associated College Press: Pacemaker Awards[12]